# Clubiona kiboschensis
Clubiona kiboschensis là một loài nhện trong họ Clubionidae.
Loài này thuộc chi Clubiona. Clubiona kiboschensis được Roger de Lessert miêu tả năm 1921.